# Tropidostoma
Tropidostoma dunnii è un terapside estinto, appartenente ai dicinodonti. Visse nel Permiano superiore (circa 259 - 254 milioni di anni fa) e i suoi resti fossili sono stati ritrovati in Sudafrica.

## Descrizione
Questo animale possedeva un cranio piuttosto lungo e basso. Il muso era corto e largo, dotato di un becco corneo piuttosto largo e poco tagliente; erano presenti, almeno nei maschi, due zanne superiori caniniformi e quattro denti postcanini per ogni lato della mascella. È possibile che questi denti di piccole dimensioni scomparissero con il progredire dell'età dell'animale. Le ossa parietali erano strette e compresse tra le ossa postorbitali. Il corpo era a forma di botte, allungato e sorretto da quattro brevi arti robusti e sporgenti dai lati del corpo. Gli esemplari dotati di zanne erano anche dotati di un becco alto ed erano più robusti. Non è chiaro se rappresentassero semplicemente un morfotipo differente oppure esemplari maschi, o ancora una specie (o sottospecie) a sé stante.

## Classificazione
Tropidostoma è un tipico rappresentante dei dicinodonti, un gruppo di terapsidi erbivori sviluppatisi nel Permiano e nel Triassico. Tropidostoma, malgrado la sua antichità, è considerato un membro abbastanza derivato del gruppo; il clade di cui fa parte (Cryptodontia) è considerato il sister group del clade più derivato tra i dicinodonti (Dicynodontoidea), di cui fanno parte generi ben noti come Dicynodon, Lystrosaurus e Kannemeyeria.
Affine a Tropidostoma è Oudenodon, che si distingueva principalmente per l'assenza delle zanne superiori. Alcuni esemplari di Tropidostoma, tuttavia, sono sprovvisti di tali zanne e la distinzione tra i due generi non è immediatamente coglibile; altre differenze morfometriche e dati stratigrafici, però, sono sufficienti a stabilire la differenza tra Oudenodon e Tropidostoma (Botha e Angielczyk, 2007).